# Alexander Lahl
Alexander Lahl (* 1979 in Berlin) ist ein deutscher Drehbuchautor, Filmproduzent und Regisseur von Kurzfilmen.

## Leben
Alexander Lahl studierte Kulturwissenschaften in Berlin, Frankfurt (Oder) und Breslau. Er arbeitet als freier Autor und Filmemacher zu den Themen Natur, Politik und Geschichte. Seine Schwerpunkte sind TV-Dokumentationen und Animationsfilme. Im Jahr 2016 stellte Lahl im Rahmen der Berlinale seinen mit Volker Schlecht und Max Mönch produzierten Kurzfilm Kaputt vor, der dort im Wettbewerb Berlinale Shorts gezeigt wurde und um den Goldenen Bären für Kurzfilme konkurrierte. Der Film wurde ebenfalls beim Sundance Film Festival 2017 in der Sektion Short Films vorgestellt, wo er in der Kategorie Animation eine Auszeichnung erhielt. Bei dem 2018 veröffentlichten Dokumentarfilm Türsteher Europas fungierte er als Produzent. Alexander Lahl wurde 1979 in Berlin geboren. Gemeinsam mit Max Mönch betreibt er die mobyDOK medienproduktion.

## Auszeichnungen (Auswahl)
- exground filmfest, Wiesbaden 2016
2. Platz Deutscher Kurzfilm (Kaputt)[2]
- Festival Zinelbi, Bilbao 2016
Auszeichnung mit dem Mikeldi de Oro de Animación (Kaputt)[2][3]
- Internationale Filmfestspiele Berlin 2016
Nominierung für den Goldenen Bären für Kurzfilme (Berlinale Shorts, Kaputt)
- Kurzfilmtag Junger Film im MDR 2016 
unicato-Preisträger 2016 (Kaputt)[4]
- Preis der deutschen Filmkritik 2016
Nominierung als Bester Kurzfilm (Kaputt)[5]
- San Francisco International Film Festival
2017: Nominierung für den Golden Gate Award als Bester animierter Kurzfilm (Kaputt)[6]
- Sundance Film Festival 2017
Auszeichnung in der Sektion Short Films in der Kategorie Animation (Kaputt)[7]
- Georg-von-Holtzbrinck-Preis für Wissenschaftsjournalismus
Auszeichnung 2017 für Fernsehbeiträge für Arte Future und Arte.tv[8]